# Ixotecuhtli
Ixotecuhtli (del náhuatl: ixotecuhtli ‘señor de los ojos’‘ixitli, ver o ixtelolohtli, ojo; tecuhtli, señor’) en la mitología mexica es el dios libre, o de la libertad. Su característica es que es tan rápido como el viento, y puede atravesar las paredes; Según Sahagún es un dios popular muy antiguo, quizás proveniente de los Toltecas, se le representa con alas azules.